# Olga Povitzky
Olga Raissa Povitzky (Lituânia, 24 de dezembro de 1877 – Pleasant Valley, 21 de maio de 1948) foi uma médica, bacteriologista e pesquisadora norte-americana nascida na Lituânia.
Povitzky trabalhou para o Departamento de Saúde do Estado de Nova York, além de ter trabalhado em um hospital de campo na França durante a Primeira Guerra Mundial.

## Biografia
Povitzky nasceu em 1877, na Lituânia, na época pertencente ao Império Russo. Em 1893, mudou-se para os Estados Unidos para morar com seu irmão Charles, farmacêutico na Filadélfia. Sua irmã, Anna, tornou-se uma famosa dentista em Nova York. Sua sobrinha, Eleanor Osborne-Hill, foi advogada e escultora.
Povitzky formou-se em medicina, em 1901, pela Woman's Medical College of Pennsylvania, evento que foi notícias nos jornais da época. Em 1905, obteve um doutorado em saúde pública pela Universidade de Nova Iorque.

## Carreira
Por 40 anos, Povitzky foi bacteriologista do Departamento de Saúde do Estado de Nova York, começando em 1910. Em 1914, estudou casos de tracoma em crianças da cidade de Nova Iorque.
Durante a Primeira Guerra Mundial, Povitzky foi para a França para trabalhar em um hospital de campanha dirigido por mulheres, organizado pela Unidade Médica Feminina para o Serviço Estrangeiro e patrocinado pela Associação Nacional do Sufrágio Feminino Americano (NAWSA). Enquanto estava na França, Povitzky recebeu treinamento especializado no Instituto Pasteur para o tratamento de gangrena gasosa; também trabalhou em um laboratório em Le Mans.
De volta a Nova Iorque com o fim dos conflitos, Povitzky trabalhou na produção de uma antitoxina para a difteria. Em 1923, em colaboração com Josephine Neal, desenvolveu um soro para a meningite no laboratório do Hospital Willard Parker. Sua pesquisa foi publicada em vários periódicos científicos importantes da época, incluindo o na Science, The Journal of Infectious Diseases e Journal of Immunology.
Povitzky também desenhou e criou a garrafa de Povitzky, uma garrafa de lados achatados e retangulares utilizada para a cultura de poliovírus.

## Morte
Povitzky trabalhou até bem perto de sua morte, em 21 de maio de 1948, em Pleasant Valley, Nova York, aos 70 anos.